# Германарих
Германа́рих (Эрмана́рих) — король остготов во второй половине IV века из рода Амалов.
Во главе остготов подчинил германские племена тайфалов, герулов и др., кроме вестготов, а также негерманские племена Северного Причерноморья. Точные данные о размерах его владений отсутствуют, в римских источниках и древнегерманском эпосе он предстаёт как один из великих варварских вождей эпохи Великого переселения народов. Государство Германариха пало под натиском гуннов в 370-е годы. По сообщению Аммиана Марцеллина, Германарих покончил жизнь самоубийством, не в силах противостоять гуннам.

## Древнеримские источники
О Германарихе упоминают два латиноязычных источника — «Деяния» римского историка Аммиана Марцеллина и «О происхождении и деяниях гетов» (или «Гетика») готского историка Иордана.

## Размеры державы Германариха
Иордан составил в середине VI века развёрнутую историю готских племён и генеалогию их вождей по сочинениям предшествующих писателей и сохранившимся устным преданиям. По Иордану, отцом Германариха был Агиульф и он имел трёх братьев — Ансилу, Эдиульфа, Вультвульфа — и, по крайней мере, одного сына, Гунимунда.
Иордан явно стремился подчеркнуть могущество Германариха, которого он выделяет как «благороднейшего из Амалов». Однако, чтобы точно и убедительно сообщить о его завоеваниях, Иордану не хватало сведений. Слишком краток и поверхностен его рассказ о Германарихе, который покорил ряд «северных племён» и этим якобы заставил сравнивать себя с Александром Македонским. Сведения Иордана о Германарихе исчерпывают всё, что известно современным историкам об этом легендарном вожде.

«После того как король готов Геберих отошёл от дел человеческих, через некоторое время наследовал королевство Эрманарих, благороднейший из Амалов, который покорил много весьма воинственных северных племён и заставил их повиноваться своим законам. Немало древних писателей сравнивали его по достоинству с Александром Великим. Покорил же он племена: гольтескифов (Golthescytha), тиудов (Thiudos), инаунксов (Inaunxis), васинабронков (Vasinabroncas), меренс (Merens), морденс (Mordens), имнискаров (Imniscaris), рогов (Rogas), тадзанс (Tadzans), атаул (Athaul), навего (Navego), бубегенов (Bubegenas), колдов (Coldas)».

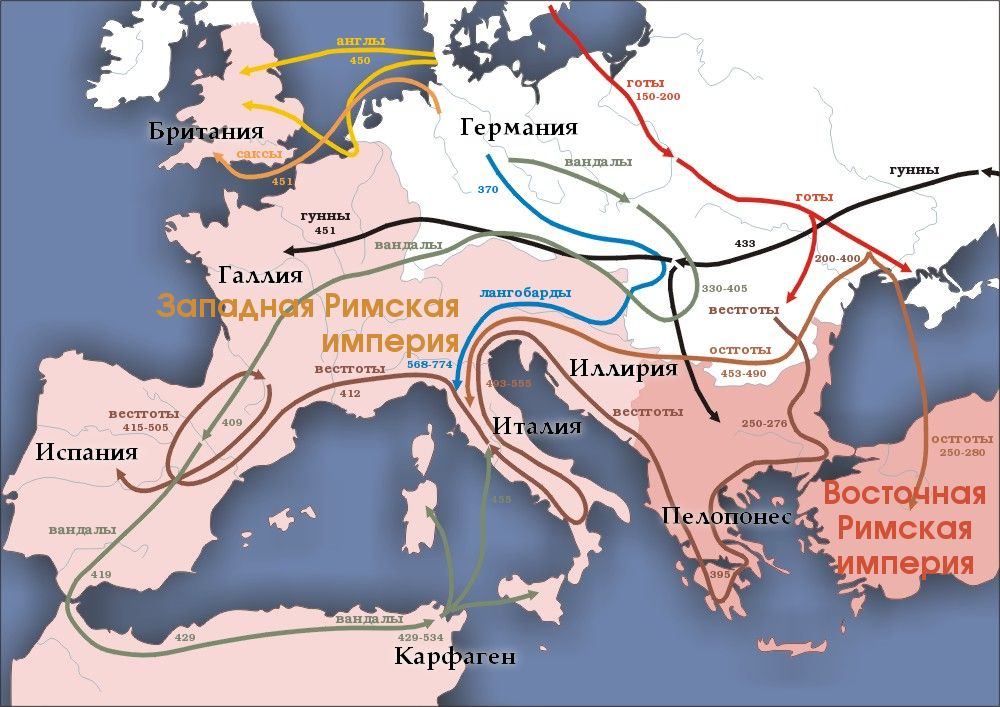
Великое переселение народов

Список этот читается сегодня следующим образом: Golþeþiudos — это, видимо, золотые народы Урала, в то время как scytha следует понимать как интерлинеарную глоссу переписчика. Объяснить, кто такие Inaunxis, невозможно, но их можно локализовать поблизости от золотых народов, так как перечень составлен по принципу соседства. Wasinabrōkans — жители равнинной страны с пышными травами, богатой водами и местами заболоченной. Merens и Mordens с давних пор считаются финно-угорскими поволжскими народами — мерей и мордвой. К этой же этнической группе принадлежат Imniscaris, пчеловоды, которых в Древней Руси называли мещерой. Из слов Rogas и Tadzans следует сделать Roastadjans, что обозначает тех, кто живёт на берегах Волги. Перед Athaul, Navego, Bubegenas и Coldas вынуждены капитулировать даже лучшие толкователи. В начале XXI века данной проблемой занимался российский лингвист В. В. Напольских, уточнивший толкования списка и предложивший ряд альтернатив.
Локализация этих народов Севера приводит нас в области, которые находились за 2000 и более километров от основной области расселения готов в современной Южной Украине. Таким образом, размеры подвластной Германариху территории оказываются таковыми, что их нельзя считать достоверными. Несмотря на это, можно признать, что готы предприняли такую попытку. В пользу такой возможности интерпретации говорит следующее. Благодаря своим «драгоценным металлам, продуктам пчеловодства и ценным мехам» область Нижней Оки вплоть до Волги, а затем от излучины Волги вверх по течению Камы и далее за притоки Камы Чусовую и Белую до золотых гор Урала с давних пор привлекала торговцев, совершавших дальние путешествия. Весьма вероятно, что экспедиции готов имели целью захватить в свои руки эту торговлю и использовать её; и эта цель могла быть достигнута. Носители черняховской культуры во всяком случае обладали военными и интеллектуальными возможностями, чтобы распространить свою власть на эти просторы. Кроме того, нельзя подходить к «великой державе» Германариха с современными мерками; скорее следует говорить о готском протекторате, в частности, в районе Камы.
После того как были поставлены в зависимость северные народы, последовало покорение державы эрулов на Нижнем Дону.

«Славный подчинением столь многих [племён], он не потерпел, чтобы предводительствуемое Аларихом племя эрулов, в большей части перебитое, не подчинилось — в остальной своей части — его власти. По сообщению историка Аблавия, вышеуказанное племя жило близ Меотийского болота, в топких местах, которое греки называют „ele“, и потому и именовалось элурами. Племя это очень подвижно и ещё более — необыкновенно высокомерно. Не было тогда ни одного [другого] племени, которое не подбирало бы из них легковооружённых воинов. Хотя быстрота их часто позволяла им ускользать в сражении от иных противников, однако и она уступила твёрдости и размеренности готов: по воле судьбы они [элуры] также, наряду с остальными племенами, покорились королю гетов Эрманариху».
На этот раз «Гетика» рисует исключительно жестокую борьбу, которую Германарих вёл против короля герулов Алариха, до тех пор пока не подавил его сопротивления. Из слов Иордана следует, что Германариху было нелегко покорить герулов: словами «Herulorum cedes» («побоище, поражение эрулов») Иордан как бы показывает значительность победы. Тот факт, что готы отправились далеко на северо-восток, а затем покорили своих ближайших соседей герулов, может быть связан с тем, что прежде чем поставить герулов на колени, нужно было разрушить их экономическую базу, лишив транзитной торговли с народами Поволжья. В результате победы над герулами готы смогли контролировать все торговые пути от излучины Волги вниз по течению до Дона и Чёрного моря.
Затем под власть Германариха попадают и славянские племена.

«После поражения эрулов Эрманарих двинул войско против венетов, которые, хотя и были достойны презрения из-за [слабости их] оружия, были, однако, могущественны благодаря своей многочисленности и пробовали сначала сопротивляться. Но ничего не стоит великое число негодных для войны, особенно в том случае, когда и бог попускает, и множество вооруженных подступает. Эти венеты, как мы уже рассказывали в начале нашего изложения, — именно при перечислении племён, — происходят от одного корня и ныне известны под тремя именами: венетов, антов, склавенов. Хотя теперь, по грехам нашим, они свирепствуют повсеместно, но тогда все они подчинились власти Эрманариха».
После того как Германарих присоединил к своей готской державе финно-волжские народы, под его властью, очевидно, оказались и балтийские эсты.

«Умом своим и доблестью он подчинил себе также племя эстов, которые населяют отдалённейшее побережье Германского океана. Он властвовал, таким образом, над всеми племенами Скифии и Германии, как над собственностью».
Эпос упоминает и попытку завоевания Эрманарихом Прибалтики.
Само собой разумеется, что дошедшую до нас информацию о размерах империи Германариха нельзя подтвердить археологически. Северная граница черняховской культуры в то время не доходит ни до Балтийского моря, ни до Урала. Подобно тому, как «Гетика» различает «собственные народы» остготов Германариха, и покорённые им народы Скифии и Германии, существует также разница между областью расселения остготов в собственном смысле слова, то есть культурами черняховского круга, и сферой влияния державы Германариха.

## Нашествие гуннов
В начале 370-х годов в Северное Причерноморье с востока ворвались племена гуннов. Сначала на себя удар приняли аланы, затем в столкновение с неведомым прежде грозным противником вступили остготы Германариха.

«Спустя немного времени, как передаёт Орозий, взъярилось на готов племя гуннов, самое страшное из всех своей дикостью. […] Когда геты увидели этот воинствующий род — преследователя множества племён, они испугались и стали рассуждать со своим королём, как бы уйти от такого врага. Эрманарих, король готов хотя, как мы сообщили выше, и был победителем многих племён, призадумался, однако, с приходом гуннов».
Между тем «Гетика» закрепляет за Германарихом те черты, которые в героической легенде превратили его в демонического тирана и разрушителя собственного рода.

«Вероломному же племени (gens) росомонов, которое в те времена служило ему в числе других племён, подвернулся тут случай повредить ему. Одну женщину из вышеназванного племени росомонов, по имени Сунильда, за изменнический уход [от короля] её мужа, король [Эрманарих], движимый гневом, приказал разорвать на части, привязав её к диким коням и пустив их вскачь. Братья же её, Cap и Аммий, мстя за смерть сестры, поразили его в бок мечом».
Сунильда, её неназванный супруг, ровно как и её братья Аммий и Сар, относились к неверному роду (gens) росомонов. «Действующие лица носят германские имена, и их включение в героическую легенду показывает, что они считались германцами, и, вероятно, были таковыми, — пишет Хервиг Вольфрам. — Историческая интерпретация названия „росомоны“ представляет немалые трудности. Из предложенных в новейшее время объяснений, вероятно, два больше всего соответствуют имеющемуся скудному материалу, и не в последнюю очередь, потому что оба они не противоречат друг другу. Значение понятия gens расплывчато; под ним можно понимать как народности, так и объединения воинов или же крупные роды, так как формы их проявления едва ли качественно отличаются друг от друга. Поэтому нет большой разницы в том, называют ли росомонов народом или (королевским) родом, который Германарих наряду с другими народами имел в своём подчинении. Следовательно, росомоны, имя которых, как и имя эрулов („быстрые“) могло обозначать „стремительные“, были идентичны покорённому Германарихом племени герулов». Ввиду непосредственной угрозы донской границе, которая очерчивала их территорию на востоке, вполне возможно, что эрулы-росомоны пытались выйти из-под власти «триумфатора над многими народами» в тот момент, когда напали гунны. Согласно другой допустимой этимологии, в росомонах видят «красных». Это название может происходить от красного цвета волос. Это также не противоречит, тому что они могли быть теми же эрулами-герулами. Как бы там ни было, история с росомонами стоила Германариху жизни.

«Мучимый этой раной, король влачил жизнь больного. Узнав о несчастном его недуге, Баламбер, король гуннов, двинулся войной на ту часть [готов, которую составляли] остготы; от них вестготы, следуя какому-то своему намерению, уже отделились. Между тем Эрманарих, престарелый и одряхлевший, страдал от раны и, не перенеся гуннских набегов, скончался на сто десятом году жизни. Смерть его дала гуннам возможность осилить тех готов, которые, как мы говорили, сидели на восточной стороне и назывались остготами».
Исследователи датируют смерть Германариха примерно 375 годом. Тогда по Иордану, сообщившему о смерти Германариха в 110-летнем возрасте, следует считать, что он родился около 265 года.
Аммиан Марцеллин узнал и зафиксировал другие подробности. Свидетельство этого писателя наиболее ценно, так как он являлся современником Германариха.

«И вот гунны, пройдя через земли аланов, которые граничат с гревтунгами и обычно называются танаитами, произвели у них страшное истребление и опустошение, а с уцелевшими заключили союз и присоединили их к себе. При их содействии они смело прорвались внезапным нападением в обширные и плодородные земли Эрменриха, весьма воинственного царя, которого страшились соседние народы, из-за его многочисленных и разнообразных военных подвигов. Поражённый силой этой внезапной бури, Эрменрих в течение долгого времени старался дать им решительный отпор и отбиться от них; но так как молва всё более усиливала ужас надвинувшихся бедствий, то он положил конец страху перед великими опасностями добровольной смертью».
Из этого отрывка видно, что неожиданно появившаяся и поэтому, вероятно, переоценённая гуннская опасность ввергла его в столь глубокое отчаяние, что он, дабы избавиться от страха перед серьёзными решениями, совершил самоубийство. Это могло свидетельствовать в пользу той точки зрения, что король остготов принёс себя в жертву в тот момент, когда он терпел поражение.
После смерти Германариха племя остготов и королевский род раскололись. Большинство подчинилось гуннам, меньшинство им сопротивлялось. Так продолжалось около года, до тех пор, пока свободные остготы либо были порабощены, либо ушли.

## Древнегерманский эпос
Имя Германариха прославляется в древнеанглийской поэме «Видсид» (букв. «Многовидевший»). Это произведение, как полагают исследователи, в частности, О. А. Смирницкая, сложилось в законченном виде не позже IX века в Англии в среде образованной англосаксонской знати и по факту представляет собой поэтический «каталог» известных народов и их правителей. Причём список этих племён и имена их царей относятся к еще более ранним временам «Великого переселения народов» IV—VII веков н. э. Странствующий певец в «Видсиде» пользуется, в частности, покровительством «готского владетеля, державного Эорманрика» (Eormanric), которого называет «клятвохранителем».
В скандинавском эпосе, эддической древнейшей песне «Речи Хамдира», Гудрун призывает сыновей отомстить готскому правителю Ёрмунрекку: «Сванхильд — имя вашей сестры, что Ёрмунрекк бросил коням под копыта, […], готским коням». Обращает внимание связь этого сюжета с казнью Сунильды у Иордана. Как и у Иордана, братья в песне убивают Ёрмунрекка.

## Имена Германариха
Имя Германариха на языке готов предположительно звучало как — Aírmanareiks. Из-за широкого распространения легенд о нём, в разных языках его имя по-разному искажено, и до нашего времени дошло в различных звучаниях.
- Аммиан Марцеллин именует его Ermenrich;
- у Иордана в книге «Гетика» он называется Hermenerig;
- в древнегерманском эпосе Видсид — Eormanric;
- в древнеанглийском эпосе Беовульф его называют Eormenric;
- в скандинавских сагах — Jörmunrekkr

В целом имя тяготеет к смыслу «Герман» — «превосходный», «Германа владение» («ареал, рикс»), хотя есть и иные трактовки.

## В литературе
- Германарих-Эрманарик — один из главных героев поэмы Михаила Казовского «Буковая роща»[16].
- Повесть Пола Андерсона «Печаль гота Одина» из цикла «Патруль времени».
- В историко-приключенческом романе Бориса Корниенко «Варяжская сага. Золото Ермунрекка» главные герои заняты поиском легендарного сокровища Германариха.